# 15 Big Ones
15 Big Ones, album som gavs ut 5 juli 1976 av The Beach Boys. Albumet var gruppens tjugofjärde LP och albumet är producerat av Brian Wilson.
Namnet på albumet anspelar på att gruppen firade femtonårsjubileum. Plus att antalet låtar på skivan är just femton.
Flera av albumets låtar är covers av andra artister och grupper gamla hits som exempelvis "Just Once In My Life" (The Righteous Brothers), "Rock and Roll Music" (Chuck Berry) och "Palisades Park" (Freddy Cannon).
Albumet nådde Billboard-listans 8:e plats.
På englandslistan nådde albumet 31:a plats.

## Låtlista
Singelplacering i Billboard inom parentes. Placering i England=UK
1. Rock and Roll Music (Chuck Berry) (#5, UK #36)
2. It's OK (Brian Wilson/Mike Love) (#29)
3. Had To Phone Ya (Brian Wilson/Mike Love/D. Rovell)
4. Chapel Of Love (J. Berry/Ellie Greenwich/Phil Spector)
5. Everyone's In Love With You (Mike Love)
6. Talk To Me (J. Seneca)
7. That Same Song (Brian Wilson/Mike Love)
8. T M Song (Brian Wilson/Mike Love)
9. Palisades Park (C. Barris)
10. Susie Cincinnati (Al Jardine)
11. A Casual Look (E. Wells)
12. Blueberry Hill (A. Lewis/L. Stock/V. Rose)
13. Back Home (Brian Wilson/B. Norberg)
14. In The Still Of The Night (F. Parris)
15. Just Once In My Life (Gerry Goffin/Carole King/Phil Spector)